# Nyhems landskommun
Nyhems landskommun var en tidigare kommun i Jämtlands län.

## Administrativ historik
Kommunen bildades år 1891 i Jämtland genom en utbrytning ur Revsunds landskommun.
Vid kommunreformen 1952 gick Nyhem upp i Bräcke landskommun (som 1971 ombildades till Bräcke kommun).

## Politik

### Mandatfördelning i valen 1938-1946
| 2 | 9 | 1 | 2 | 3 |

| 17 |

| 12 | 5 |

| 17 |

| 2 | 9 | 2 | 4 |

| 15 |